# Reusch
Reusch (написание товарного знака по-русски — Рейш) — немецкая компания, занимается производством и продажей перчаток и аксессуаров для футбола и зимних видов спорта. 

## История
Reusch был основан в 1934 году Карлом Рейшем. Первоначально компания занималась производством перчаток для зимних видов спорта, но уже с 1973 года, с приходом в компанию сына Карла — Гебхарда Рейша, вместе с Зеппом Майером Reusch разработал и создал первые футбольные вратарские перчатки в истории. В 1990 году бренд Reusch в составе компании Reusch International Licence GmbH появился на рынке спортивных товаров. 
В 2007 году компания выпустила уникальную модель перчаток под названием Solaris. В них применяется технология нагрева iThermX (осуществляемая через USB порт), разработанная компанией Interactive Wear AG. Внутри перчаток скрыто электронное устройство с 16-битным микроконтроллером, которое «осуществляет контроль за температурой, работая по специальным программируемым алгоритмам нагрева». В мире открыто более 50 представительств спортивной марки.